# Julien Sidobre
Pas d'image ? Cliquez ici

a Compétitions nationales et continentales officielles uniquement.

Dernière mise à jour le 4 mars 2014.
Julien Sidobre, né le 1er janvier 1975 à Carcassonne, est un joueur français de rugby à XV qui évolue au poste de talonneur au sein de l'effectif du Football club villefranchois pour la saison 2012- 2013. Il devient entraineur du même club à l'arrêt de sa carrière de rugby.

## Biographie
- 1983-1998 : US Carcassonne
- 1998-2000 : Stade dijonnais
- 2000-2008 : FC Villefranche
- 2008-2012 : US Carcassonne
- 2012-2013 : FC Villefranche

## Palmarès
- Vainqueur de la Fédérale 1 avec l'US Carcasonne en 2010